# Emilio Eiroa
Emilio Eiroa García, né le 23 août 1935 à Vegadeo et mort le 10 mars 2013 à Saragosse, est un homme politique espagnol membre du Parti aragonais (PAR). Il est président de la Députation générale d'Aragon entre 1991 et 1993 et président des Cortes d'Aragon de 1995 à 1999.

## Biographie

### Jeunesse et formation
Fils d'un garde civil, il déménage très régulièrement. En 1950, sa famille se fixe à Saragosse où il obtient son baccalauréat. Il s'inscrit à l'université de Saragosse et y étudie le droit. En 1964, il devient avocat.

### Débuts en politique
Ancien dirigeant du Syndicat universitaire espagnol (SEU), il est élu au conseil municipal de Saragosse sur le quota des chefs de famille et se voit confier la délégation aux Quartiers.
Il participe en 1978 à la fondation du Parti aragonais régionaliste (PAR). Il est élu conseiller municipal de Saragosse en 1979 puis 1983. Cette même année, il obtient un mandat de député de la province de Saragosse aux Cortes d'Aragon.
Lors des élections municipales du 10 juin 1987, il postule en tête de liste. Il se classe deuxième du scrutin, mais échoue à prendre la mairie faute du soutien de la majorité absolue du conseil municipal. Également réélu député autonomique, il est désigné sénateur par les Cortes et intègre le groupe des non-inscrits de la chambre haute des Cortes Generales.

### Président de la Députation générale d'Aragon
À la suite des élections du 26 mai 1991, le chef sortant de l'exécutif autonomique Hipólito Gómez de las Roces refuse d'entamer un second mandat après que le PAR a conclu un accord de coalition avec le Parti populaire d'Aragon (PP Aragon). Les régionalistes proposent alors Eiroa, 55 ans, comme nouveau dirigeant de la communauté autonome. Le 10 juillet, Emilio Eiroa est investi président de la Députation générale d'Aragon par 34 voix pour et 33 voix contre. Il n'est alors pas réélu sénateur par les députés autonomiques. Il est officiellement nommé le 12 juillet.
Le Parti des socialistes d'Aragon-PSOE (PSOE-Aragon) annonce le 6 septembre 1993 déposer une motion de censure après que le gouvernement autonomique a passé une convention à la régularité douteuse avec la chaîne privée Antena 3 et profitant d'une défection dans les rangs du PP Aragon. La motion est approuvée neuf jours plus tard, par 34 voix pour et 33 voix contre, les socialistes bénéficiant du soutien de la Gauche unie et du « transfuge » conservateur ; Eiroa dénonce à cette occasion une « fraude à la démocratie ». Il est relevé de ses fonctions dès le 17 septembre.

### Président des Cortes d'Aragon et fin de vie politique
Il est une nouvelle fois élu au cours des élections du 28 mai 1995, marquées par la victoire du PP Aragon, qui obtient une forte majorité relative. À l'ouverture de la législature le 26 juin, il est élu président des Cortes d'Aragon par 41 voix pour et 26 bulletins blancs. Il cède ses fonctions à un autre député du PAR à la fin de son mandat, le 7 juillet 1999. Bien qu'opposé à un accord avec les socialistes, il vote l'investiture de Marcelino Iglesias le 29 juillet. Il poursuit son mandat jusqu'à terme, en 2003, puis achève sa carrière politique.